# Pilõezinhos
Pilõezinhos är en kommun i Brasilien.   Den ligger i delstaten Paraíba, i den östra delen av landet, 1 700 km nordost om huvudstaden Brasília. Antalet invånare är 5 155. Arean är 44 kvadratkilometer.
Terrängen i Pilõezinhos är lite kuperad.
Omgivningarna runt Pilõezinhos är en mosaik av jordbruksmark och naturlig växtlighet. Runt Pilõezinhos är det ganska glesbefolkat, med 42 invånare per kvadratkilometer.